# 広岡勲
広岡勲（ひろおか いさお、1966年12月29日-）は、日本のジャーナリスト、新聞記者、大リーグ球団職員、学校法人学園理事、大学教員、専門学校役員、公益財団法人役員。
2020年1月1日現在、学校法人江戸川学園理事、江戸川大学社会学部教授、江戸川学園おおたかの森専門学校校長（旧：江戸川大学総合福祉専門学校）、読売巨人軍社長付アドバイザー、公益財団法人日本相撲協会理事補佐・危機管理担当を兼務する。
日本エッセイスト・クラブ会員。

## 来歴・人物
東京都大田区出身。早稲田中学校、早稲田高等学校を経て、1991年、米国ハワイ州ハワイ・パシフィック大学社会科学部（Bachelor of Arts in the Social Sciences）卒業。2002年、ニューヨーク市立大学大学院（リベラルスタディーズ研究科）修士課程（Master of Arts in Liberal Studies）修了。2017年、慶應義塾大学大学院（健康マネジメント研究科）博士課程退学。2020年1月1日現在、千葉工業大学大学院（社会システム科学研究科）博士課程在籍。2023年、博士号（工学）を取得。
1991年、報知新聞社に入社。編集局編集企画室では芸能・社会問題を扱う特別取材班記者、編集局運動第一部では8年間、読売巨人軍担当として長嶋茂雄、松井秀喜番記者などを歴任した。2002年11月、事業局へ異動。2002年12月31日、報知新聞社を退職した。
2003年1月、松井秀喜の求めに応じて、ニューヨーク・ヤンキースへ入団。大リーグでは日本人初となる球団広報に就任した。2005年1月、球団広報兼環太平洋担当となり、2010年12月、ロサンゼルス・エンゼルス・オブ・アナハイムへ移籍。その後、2011年12月、オークランド・アスレチックス、2012年5月、タンパベイ・レイズで球団広報兼環太平洋担当として、のべ４球団、10年間に亘り、大リーグに在籍し同氏を支えた。2013年1月、WBC日本代表（大リーグ機構）統括広報に就任した。
2010年10月、財団法人日本相撲協会の第11代理事長、放駒輝門親方（元大関、魁傑）から招聘され、広報部特別アドバイザーに就任。2011年10月、総合アドバイザー。2016年1月、公益財団法人日本相撲協会の第13代理事長、八角信芳親方（元横綱、北勝海）から招聘され、理事長付アドバイザーに就任。2016年6月、理事会に於いて「理事補佐・危機管理担当」を委嘱され、現在に至る。
2013年4月、読売巨人軍球団代表付アドバイザーに就任。2017年4月、社長付アドバイザーとして、現在に至る。
2013年4月、教員公募により江戸川大学社会学部経営社会学科准教授（スポーツビジネスコース）に就任。2015年、社会学部経営社会学科教授、2016年、社会学部現代社会学科教授（レジャー・スポーツマネジメントコース）、2017年、広報室長、フットボールクラブ部長、江戸川学園おおたかの森専門学校校長就任、東京五輪・パラリンピック広報局を経て、江戸川学園評議員。2019年、江戸川学園理事。学園危機管理室室長、法人事務局局長に就任。
2024年、江戸川大学副学長に就任。巨人、日本相撲協会の要職も兼任する。

## 著書（単著/共著/構成/監修/翻訳）・講演

### 著書（単著）
- 『松井秀喜物語』. 学習研究社. (1998年6月). ISBN 978-4052009907
- 『松井秀喜ゴジラパワーの秘密』. 講談社. (2002年3月). ISBN 978-4062712064
- 『科学読み物　世界を変えた日本の技術－競技シューズ開発物語－』. 学習研究社. (2003年3月). ISBN 978-4052017476
- 『松井秀喜　僕には夢がある』. 学習研究社. (2004年3月). ISBN 978-4054020030
- 『松井秀喜メジャー物語』. 学習研究社. (2005年4月). ISBN 978-4052023170
- 『こんな時代だからこそ心にとめておきたい５５のことがら』. アーティストハウスパブリシャーズ. (2006年4月). ISBN 978-4862340313
- 『ヤンキース流広報術』. 日本経済新聞社. (2006年12月). ISBN 978-4532165819
- 『道は自分で切りひらく』. 岩波書店. (2007年8月). ISBN 978-4005005734
- 『あきらめない心　夢の頂点へ』. 学習研究社. (2010年6月). ISBN 978-4052032691
- 『負けない心　メジャーリーガー　不屈の言葉』. ディスカバートゥエンティワン. (2012年7月). ISBN 978-4799311905

### 著書（共著・構成・監修・翻訳）
- 『学習まんがスペシャル 松井秀喜』. 小学館. (2005年7月). ISBN 978-4092701144
- 『ジョーからの贈りもの－若きサムライとの日々－』. IBCパブリッシング. (2005年10月). ISBN 978-4896841725
- 『The Hideki Matsui Story-Reaching for Your Dream』. IBCパブリッシング. (2006年6月). ISBN 978-4896842753
- 『スポーツ感動物語　第1期9巻　勝利とスポーツマンシップ』. 学習研究社. (2007年2月). ISBN 978-4052027130
- 『中学生のためのショート・ストーリーズ8　栗山英樹が選ぶアスリートたちの世界集』. 学研プラス. (2007年2月). ISBN 978-4052026331
- 『不動心』(著松井秀喜). 新潮社. (2007年2月). ISBN 978-4106102011
- 『ぼくんちに、マツイヒデキ！？』. 学習研究社. (2009年5月). ISBN 978-4052030529
- 『信念を貫く』(著松井秀喜). 新潮社. (2010年3月). ISBN 978-4106103551
- 『スポーツ感動物語　第2期10巻　記録か勝負か』. 学習研究社. (2012年2月). ISBN 978-4055009317
- 『JETER 素顔のThe Captain』. 岩崎書店. (2015年3月). ISBN 978-4265860173

### 講演
- 和歌山県立和歌山高等学校（和歌山県和歌山市）、2010年1月21日[25]
- 那珂川市立那珂川北中学校（福岡県筑紫郡）、基調講演、2016年11月4日[26]
- 私立昭和第一高等学校（東京都文京区）、2016年11月30日[27]
- 私立駒込高等学校（東京都文京区）、2017年1月18日[28]
- 私立関東第一高等学校（東京都江戸川区）、2018年1月17日[29]
- 私立岩倉高等学校（東京都台東区）、2018年1月19日[30]
- 東京都立青井高等学校（東京都足立区）、2018年3月16日[31]
- 「日本国際観光学会」第22回全国大会、基調講演、2018年10月27日[32]
- 私立早稲田中学校（東京都新宿区）、2019年1月17日[33]
- 国立研究開発法人「海洋研究開発機構」（神奈川県横須賀市）、2019年3月29日[34]

## 特筆すべきエピソード
- 松井秀喜から「イサオちゃん」と呼ばれている[35]。
- 2005年に松井秀喜が第1回ワールド・ベースボール・クラシックを辞退した際、日本国内で松井に対しバッシングが起きた事に対して「広報担当者である僕の失敗だったと思っています」と答えており、日本とアメリカではWBCに対する受け止め方に差があったとしている。また広岡は松井がWBCの日本代表監督の王貞治にあてた便箋による15枚の手紙を王に直接届けている。松井の第2回WBC辞退に関しては｢(前回大会の辞退と)同じ轍を踏まないように、今回は松井より先に帰国して情報を収集し、国内の空気や流れを読んで、タイミングを図って発表した｣と語っている[36]。
- 2013年の東スポエターティンメント賞特別賞を受賞した松井のメッセージを代読[37]するなど、松井からの信頼は厚い。オフには松井やスポーツ紙の記者と草野球を楽しんでいる[38]。
- 長嶋茂雄が全幅の信頼を寄せる人物である[39][40][41]。
- 2017年11月30日、東京・墨田区の両国国技館で開かれた公益財団法人日本相撲協会の理事会に於いて、当時理事だった貴乃花親方の言葉を遮り、傍若無人な態度を批判した[42]。